# Philonotis calcarea
Espèce

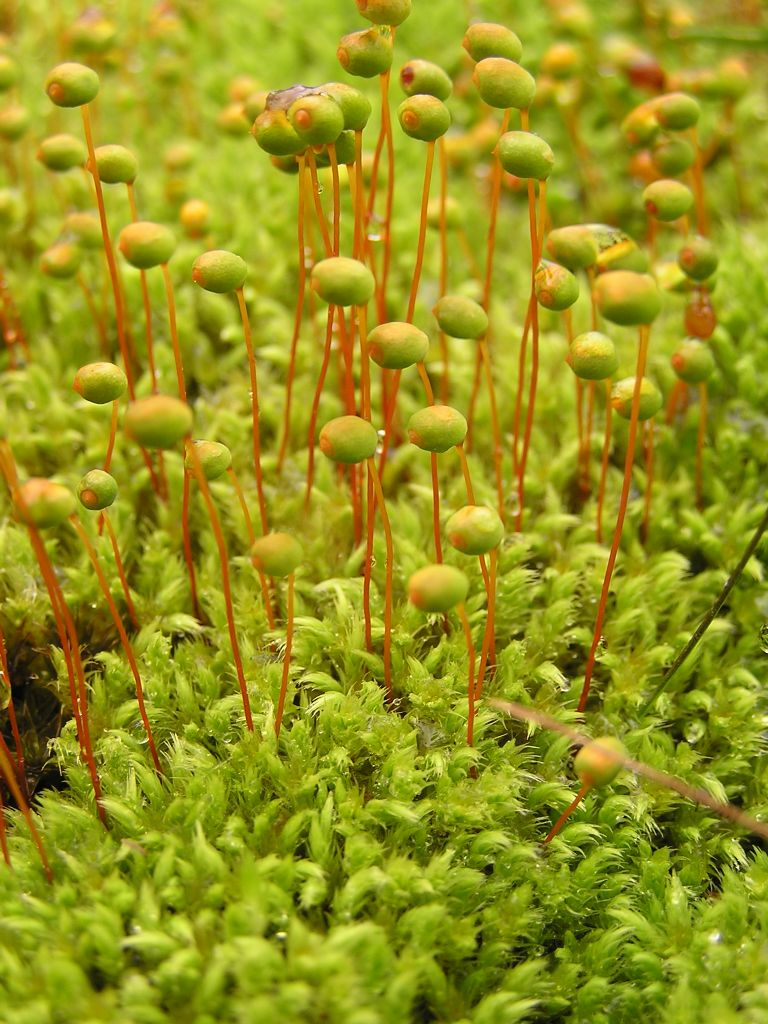
Sporogones de Philonotis calcarea

Philonotis calcarea est une espèce de la famille des Bartramiaceae. Son nom vernaculaire est
en anglais thick-nerved apple-moss (en français : mousse de pommier à nervures épaisses).

## Description
C'est une espèce de mousse acrocarpe,. Les rameaux dressés portent de petites feuilles de 2 à 3 mm qui ont tendance à se tourner toutes du même côté 

## Habitat
On la trouve dans les lieux humides, en milieu calcaire (seule espèce du genre à être calcicole).
Elle est originaire d'Europe et d'Amérique du Nord.

## Liste des variétés
Selon GBIF (5 janvier 2024) :
- Philonotis calcarea var. calcarea
- Philonotis calcarea var. orthophylla Schiffn.
- Philonotis calcarea var. seriatifolia Schiffn.

## Systématique
Le nom correct complet (avec auteur) de ce taxon est Philonotis calcarea (Bruch & Schimp.) Schimp..
L'espèce a été initialement classée dans le genre Bartramia sous le basionyme Bartramia calcarea Bruch & Schimp..
Philonotis calcarea a pour synonymes :
- Bartramia calcarea Bruch & Schimp.
- Philonotis calcarea f. aquatica (Dism.) Loeske & E.Bauer
- Philonotis calcarea f. aquatica (Dism.) Loeske & E.Bauer ex Podp.
- Philonotis calcarea f. fluitans Mönk.
- Philonotis calcarea f. gemmiclada Osterwald
- Philonotis calcarea f. gemmiclada Osterwald ex Loeske
- Philonotis calcarea f. loeskeana (Hamm.) Podp.
- Philonotis calcarea f. schliephackei (Röll) Mönk.
- Philonotis calcarea var. aquatica Dism.
- Philonotis calcarea var. crassicostata (Warnst.) Latzel
- Philonotis calcarea var. fluitans Matousch.
- Philonotis calcarea var. gemmiclada (Osterwald ex Loeske) Dism.
- Philonotis calcarea var. loeskeana Hamm.
- Philonotis calcarea var. polyclada (Warnst.) Riehm.
- Philonotis crassicostata Warnst.
- Philonotis fontana subsp. calcarea (Bruch & Schimp.) Boulay
- Philonotis fontana var. polyclada Warnst.
- Philonotis polyclada (Warnst.) Warnst.
- Philonotis rigida var. schliephackei (Röll) Dism.
- Philonotis schliephackei Röll